# Павловский Посад (станция)
Па́вловский Поса́д — узловая железнодорожная станция Горьковского направления МЖД в городе Павловский Посад Московской области. Входит в Московско-Курский центр организации работы железнодорожных станций ДЦС-1 Московской дирекции управления движением. По основному характеру работы является промежуточной, по объёму работы отнесена к 3 классу. Открыта в 1861 году, ранее называлась Павлово, затем — Павлово-Посад. Примерно во второй половине 1980-х годов получила современное название.
Расположена на территории одноимённого подмосковного города в 67,2 километрах от Курского вокзала Москвы, время движения до Курского вокзала (или обратно) на пригородном электропоезде — от 1 до 1,5 часов (в зависимости от рейса), на межрегиональном экспрессе Москва — Нижний Новгород (электропоезд Ласточка) — 42 минуты. Остановка межрегиональному экспрессу (оператор ФПК) поезду «Ласточка» №732/729 была введена с 4 августа 2019 года по многочисленным просьбам пассажиров.

## Инфраструктура
В границах станции, кроме одноимённого остановочного пункта на главном ходу Горьковского направления, также находятся платформы Ленская и Ковригино, расположенные на однопутном ответвлении к станции Электрогорск.
Остановочный пункт Павловский Посад состоит из двух посадочных платформ (1 островная и 1 боковая), соединённых пешеходным мостом; обе платформы оборудованы турникетами.
На станции от главного хода Горьковского направления отходит однопутная линия на северо-восток до станции Электрогорск, при этом часть линии до пл. Ковригино является путём станции. Кроме того, на станции берут начало несколько подъездных путей. С северной стороны станции — выход к Привокзальной площади и автовокзалу.

В 2023 году ЦППК провела капитальный ремонт станции. Заменены плиты перекрытия и фундаментные блоки, обновлены ограждения и смонтировано эргономичное светодиодное освещение. Уложена брусчатка с линиями безопасности, установлены новые урны и удобные лавочки.
- Станция Павловский Посад. Платформа на Москву
- Поезд Сапсан проходит Павловский Посад
- Пассажирский паровоз П36 отправляется со станции Павловский Посад
- Межрегиональный экспресс Москва — Нижний Новгород (ЭС1 «Ласточка») делает остановку в Павловском Посаде